# Katarzyna Pełczyńska-Nałęcz
Katarzyna Pełczyńska-Nałęcz, née le 26 octobre 1970 à Varsovie, est une fonctionnaire et femme politique polonaise.
Elle est ministre des Fonds et de la Politique des régions au sein du gouvernement de Donald Tusk.

## Biographie

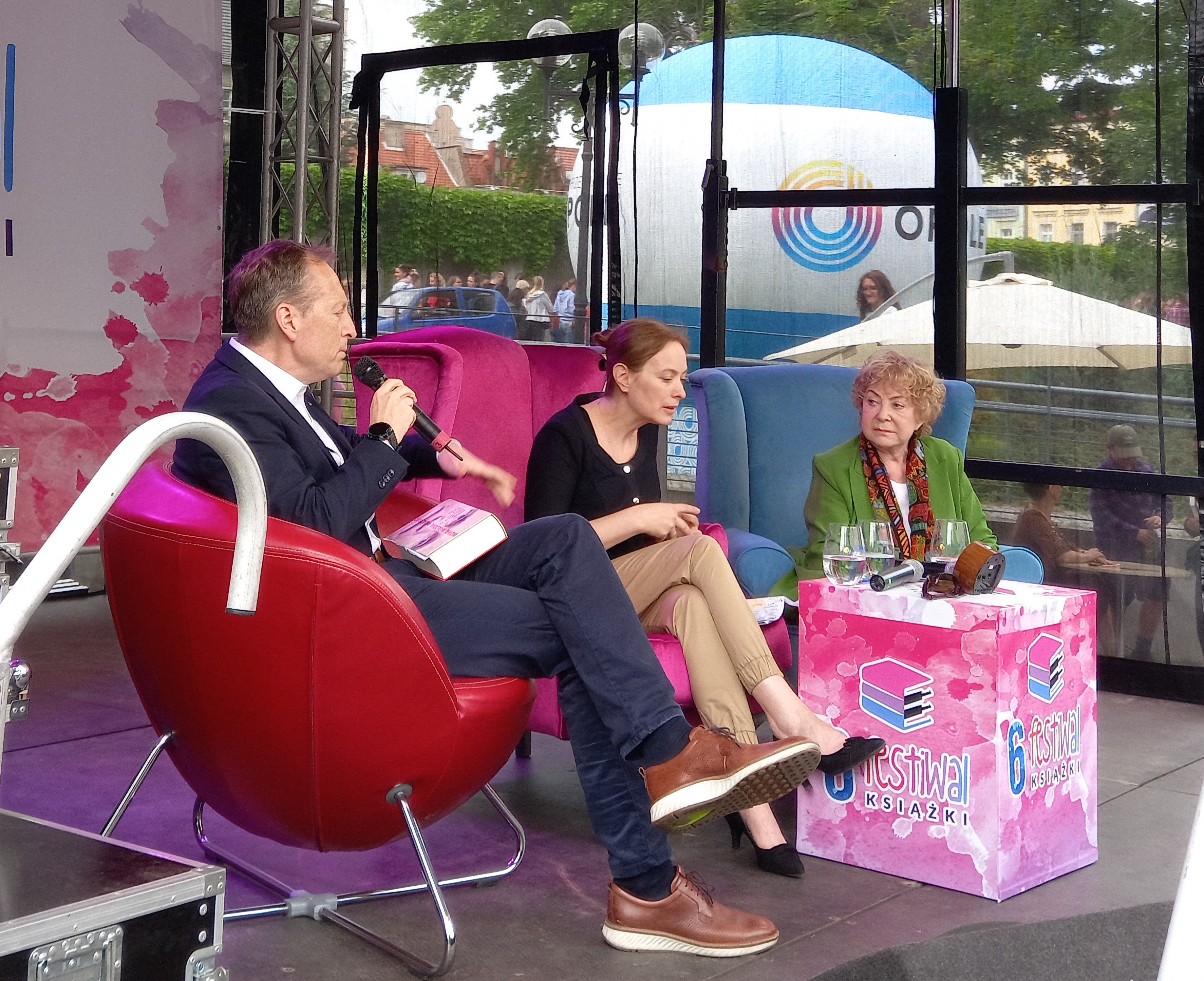
En 2022 avec Krystyna Kurczab-Redlich et Konrad Piasecki.

Fille d'Aleksander Pełczyński, elle a été étudiante de l'Université de Varsovie en sociologie et doctorante à l'Académie polonaise des sciences. Elle a travaillé pour le Centre d'Etudes Orientales (Ośrodek Studiów Wschodnich, OSW) et avec l'Institut français des affaires internationales à Bruxelles.
Elle est une spécialiste des questions d'Europe de l'Est, en 2012 à 2014 elle fut sous-secrétaire d'État au ministère des Affaires étrangères, puis de 2014 à 2016 ambassadrice de Pologne auprès de la Fédération de Russie.